# Ludolfo di Sassonia

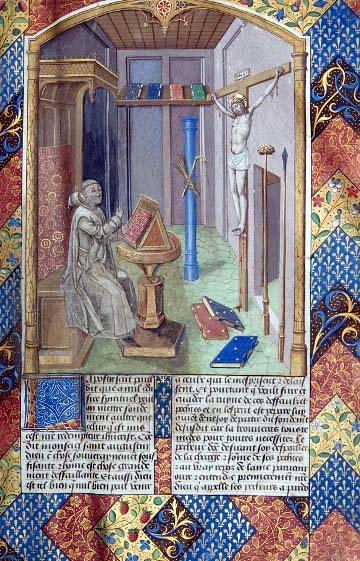
Ritratto di Ludolfo di Sassonia: miniatura di un volume della Vita Christi

Ludolfo di Sassonia, detto il Certosino (1295 circa – Strasburgo, 10 aprile 1377), è stato un religioso, monaco cristiano e teologo tedesco.

## Biografia
Nato verosimilmente nel territorio della diocesi di Colonia o in quello della diocesi di Magonza, tra i quindici e i diciotto anni entrò nell'ordine dei Frati Predicatori: compì la sua formazione presso lo studium provinciale domenicano e divenne magister teologiae; dovette aver modo di conoscere anche Giovanni Taulero ed Enrico Suso.
Nel 1339 entrò tra i certosini a Strasburgo: fu priore del monastero di Coblenza, fu poi nella certosa di San Michele di Magonza come semplice monaco e infine tornò a Strasburgo.

## Vita Christi
È autore di una celebre Vita Christi (iniziata forse nel 1328): pur essendo ritenuta la prima biografia di Gesù, basata sui vangeli e sulle opere dei padri della Chiesa, più che di opera storica si tratta di opera di meditazione, che ebbe una notevole influenza sul sentimento religioso del tempo. Nel corso del secolo fu tradotta in lingua italiana da Domenico da Monticchiello.
Nel 1472 uscì la prima edizione a stampa dell'opera, che venne tradotta in diverse lingue e venne letta anche, durante la sua convalescenza, da Ignazio di Loyola, che ne trasse ispirazione per abbandonare la carriera militare per la vita religiosa. In italiano venne tradotta da Francesco Sansovino e stampata più volte a partire dal 1570.
Qualcuno gli attribuisce anche l'Imitazione di Cristo e lo Speculum humanae salvationis.